# Épisy
Épisy és antic municipi i actual municipi delegat francès, situat al departament de Sena i Marne i a la regió de Illa de França. L'any 2007 tenia 503 habitants.
Va desaparèixer a finals del 2015 al unir-se al municipi de Moret Loing et Orvanne i Montarlot i crear Moret Loing et Orvanne.

## Demografia

### Població
El 2007 la població de fet d'Épisy era de 503 persones. Hi havia 188 famílies, de les quals 40 eren unipersonals (16 homes vivint sols i 24 dones vivint soles), 48 parelles sense fills, 84 parelles amb fills i 16 famílies monoparentals amb fills.
La població ha evolucionat segons el següent gràfic:
Habitants censats

### Habitatges
El 2007 hi havia 223 habitatges, 190 eren l'habitatge principal de la família, 22 eren segones residències i 11 estaven desocupats. Tots els 220 habitatges eren cases. Dels 190 habitatges principals, 165 estaven ocupats pels seus propietaris, 18 estaven llogats i ocupats pels llogaters i 8 estaven cedits a títol gratuït; 8 tenien dues cambres, 35 en tenien tres, 50 en tenien quatre i 98 en tenien cinc o més. 159 habitatges disposaven pel capbaix d'una plaça de pàrquing. A 72 habitatges hi havia un automòbil i a 108 n'hi havia dos o més.

### Piràmide de població
La piràmide de població per edats i sexe el 2009 era:
| Homes | Edats   | Dones |
| ----- | ------- | ----- |
| 0     | 95 o +  | 4     |
| 0     | 90 a 94 | 0     |
| 4     | 85 a 89 | 0     |
| 4     | 80 a 84 | 0     |
| 12    | 75 a 79 | 12    |
| 12    | 70 a 74 | 4     |
| 16    | 65 a 69 | 8     |
| 4     | 60 a 64 | 8     |
| 4     | 55 a 59 | 12    |
| 12    | 50 a 54 | 12    |
| 24    | 45 a 49 | 24    |
| 20    | 40 a 44 | 28    |
| 28    | 35 a 39 | 24    |
| 24    | 30 a 34 | 16    |
| 16    | 25 a 29 | 8     |
| 8     | 20 a 24 | 4     |
| 28    | 15 a 19 | 4     |
| 20    | 10 a 14 | 28    |
| 32    | 5 a 9   | 12    |
| 20    | 0 a 4   | 12    |

## Economia
El 2007 la població en edat de treballar era de 342 persones, 261 eren actives i 81 eren inactives. De les 261 persones actives 248 estaven ocupades (133 homes i 115 dones) i 13 estaven aturades (8 homes i 5 dones). De les 81 persones inactives 29 estaven jubilades, 30 estaven estudiant i 22 estaven classificades com a «altres inactius».

### Ingressos
El 2009 a Épisy hi havia 199 unitats fiscals que integraven 543,5 persones, la mediana anual d'ingressos fiscals per persona era de 23.340 €.

### Activitats econòmiques
Dels 13 establiments que hi havia el 2007, 3 eren d'empreses de fabricació d'altres productes industrials, 3 d'empreses de construcció, 1 d'una empresa d'hostatgeria i restauració, 2 d'empreses d'informació i comunicació, 2 d'entitats de l'administració pública i 2 d'empreses classificades com a «altres activitats de serveis».
Dels 6 establiments de servei als particulars que hi havia el 2009, 1 era una autoescola, 1 paleta, 1 guixaire pintor, 1 lampisteria, 1 restaurant i 1 saló de bellesa.
L'any 2000 a Épisy hi havia 4 explotacions agrícoles.

## Equipaments sanitaris i escolars
El 2009 hi havia una escola elemental.

## Poblacions més properes
El següent diagrama mostra les poblacions més properes.